# Fazna razlika
Fázna razlíka, fázni premík ali fázni zamík je pri nihanju razlika med fazama dveh nihanj z enako frekvenco, pri valovanju pa razlika med fazama dveh valovanj z enako frekvenco v izbrani točki prostora. Izrazimo ga lahko v enotah za merjenje kota (stopinje ali radiani), lahko pa ga preračunamo tudi v časovni zamik (zakasnitev) in izrazimo v nihajnih časih. Pri valovanju ga lahko preračunamo tudi v razliko poti in izrazimo v valovnih dolžinah.
Za nihanji, pri katerih je fazna razlika enaka 0 pravimo, da sta »v fazi«, za nihanji, pri katerih je fazna razlika enaka π ali 180° pa pravimo, da sta »v protifazi«; pri vmesnih vrednostih fazne razlike pravimo, da nihanji »nista v fazi«.
Za eno samo nihanje je fazna razlika določena kot razdalja med koordinatnim izhodiščem in temu najbližjim začetkom nihaja, ko nihajoča količina med svojim naraščanjem seka abscisno os, in ustreza spremenljivki δ v enačbi:
{\displaystyle x(t)=x_{0}\sin(\omega t+\delta )\!\,.}
Od fazne razlike med valovanjema je odvisna interferenca valovanj: če je fazna razlika cel mnogokratnik kota 2π ali celo število nihajnih časov ali celo število valovnih dolžin, se valovanji ojačita (pride do pozitivne interference), če pa je enaka lihemu mnogokratniku π (ali lihemu številu polovičnih nihajnih časov ali lihemu številu polovičnih valovnih dolžin), pa se valovanji oslabita (pride do negativne interference).